# Friona nigriceps
Friona nigriceps är en stekelart som först beskrevs av Gyöö Viktor Szépligeti 1908.  Friona nigriceps ingår i släktet Friona och familjen brokparasitsteklar. Inga underarter finns listade i Catalogue of Life.